# Léon David (architecte)
Pour les articles homonymes, voir David.
Léon David (1875-1956) est un architecte belge représentatif du style Beaux-Arts en Belgique et de l'architecture éclectique.

## Réalisations

### Réalisations de style Art nouveau
- 1895 : avenue Brugmann 490, à Uccle

« Dans cette maison, qui fut peut-être sa maison personnelle, David se détache de l'Art nouveau classique et offre sur un ton à la Gaudi un mode de décoration exhubérante où le travail de la pierre omniprésente et sculpturale contraste avec les volutes aériennes des ferronneries des balcons et garde-corps »
- 1912 : rue Jean Robie 24, à Saint-Gilles (balcons de style Art nouveau)

Maison de style Art nouveau avenue Brugmann 490
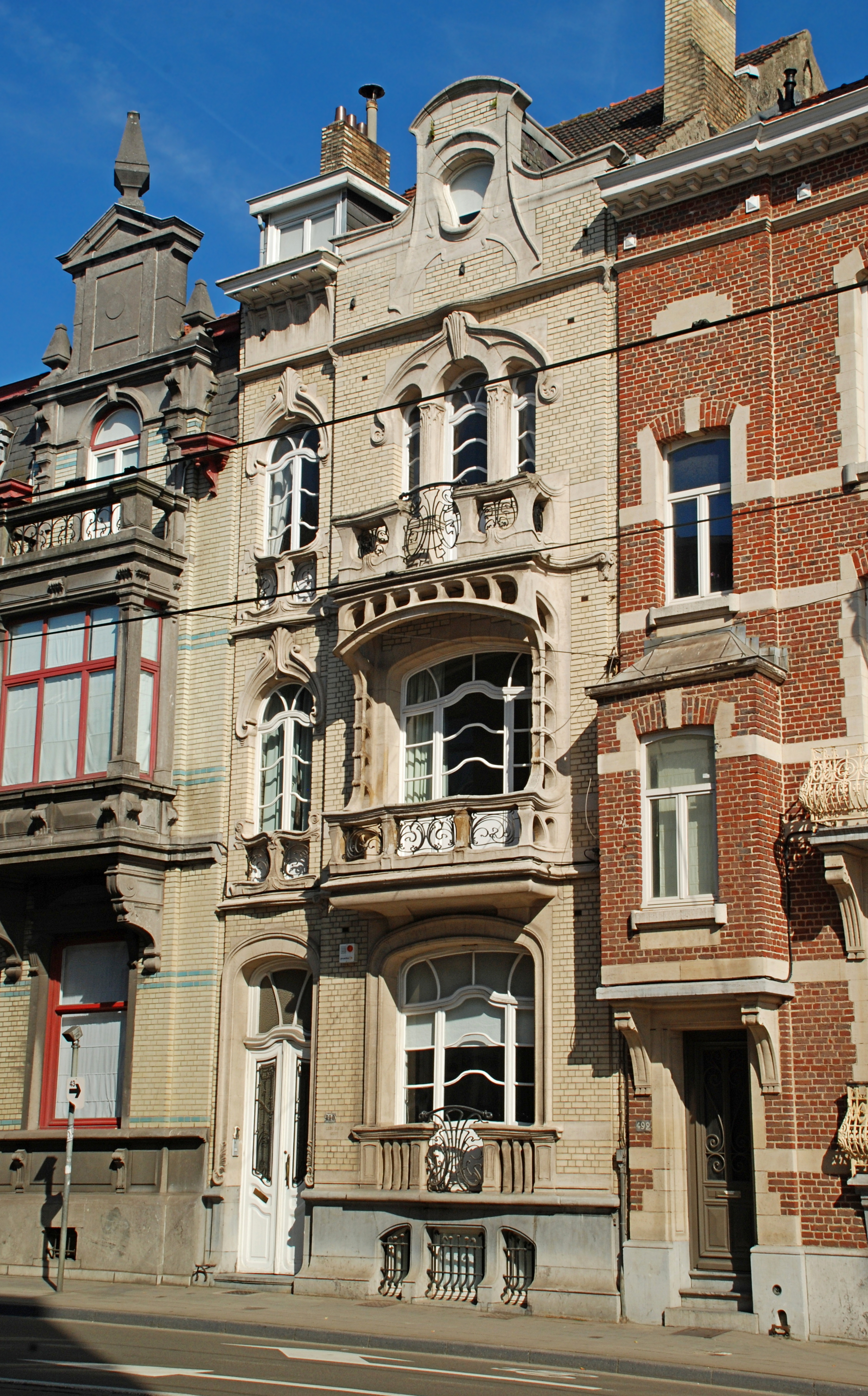
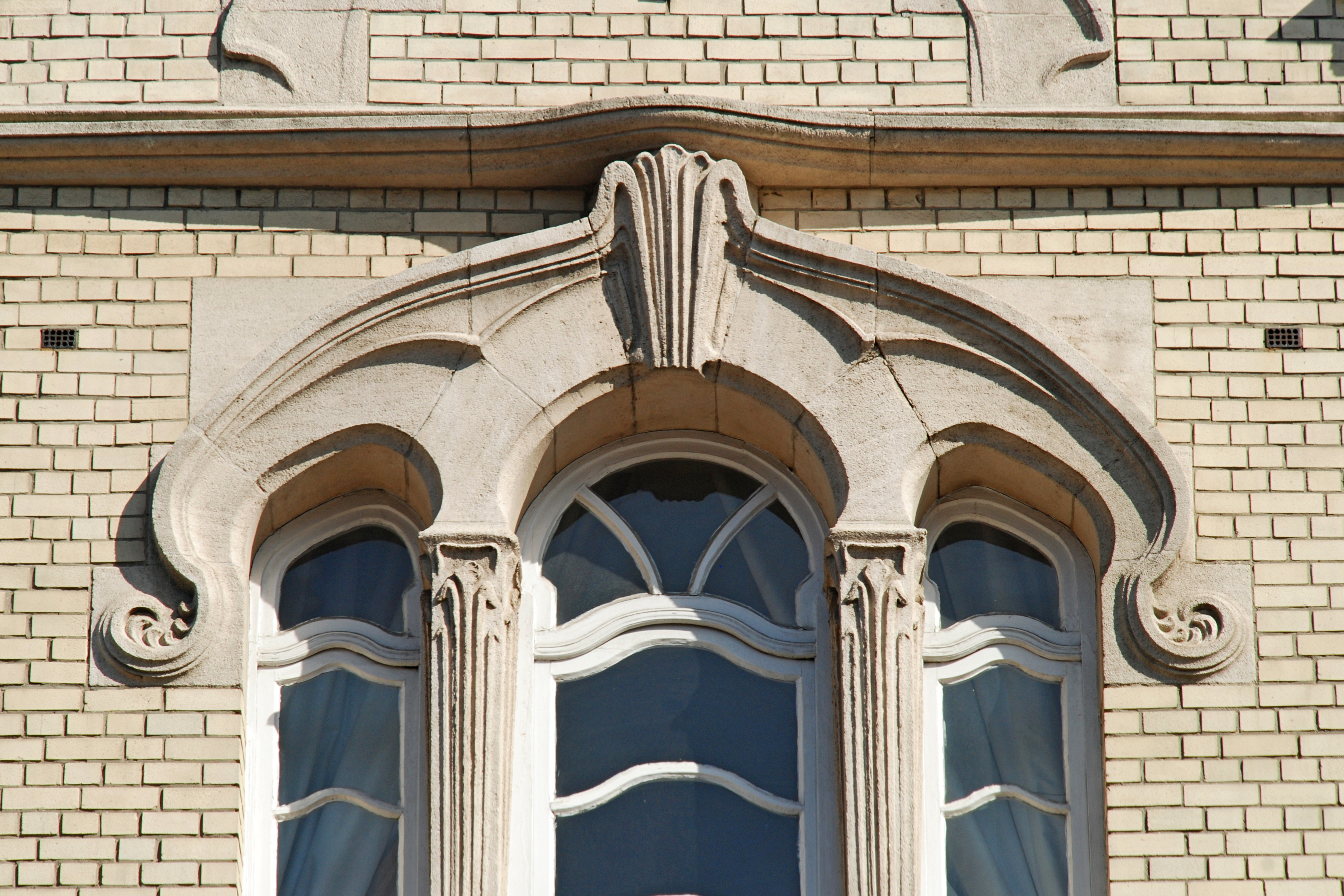
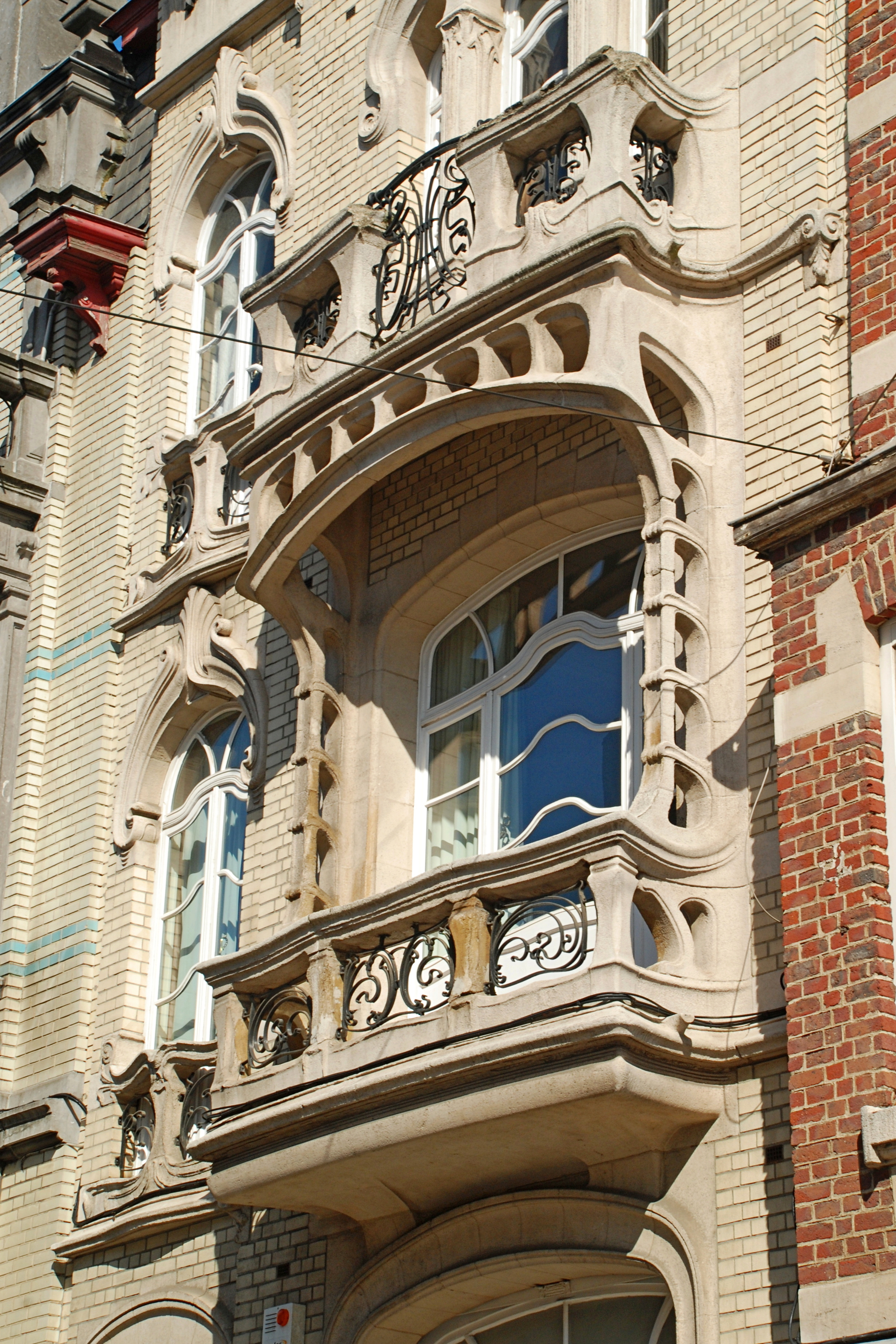

### Réalisations de style Beaux-Arts
- 1912 : avenue Molière 248, à Ixelles
- 1912-1913 : rue Mignot Delstanche 69 et 71, à Ixelles[3]
- 1914 : rue de l'Abbaye 34, à Ixelles
- 1914 : rue de la Réforme 60, à Ixelles

### Réalisations de style éclectique
- 1908 : avenue du Mont Kemmel 18, à Forest (balcons de style Art nouveau)
- 1908 : avenue Albert Jonnart 29 et 31 à Woluwé-Saint-Lambert
- 1909 : avenue Louis Lepoutre 64 et 66, à Ixelles
- 1913 : avenue Wielemans Ceuppens 117-119, à Forest
- avenue Brugmann 488, à Uccle
- chaussée d'Alsemberg 936, à Uccle
- rue de la Mutualité 141, à Uccle

### Réalisations de style Art déco
- 1923-1924 : avenue de floréal 39 à Uccle
- 1925-1927 : rue Camille Lemonnier 18, 20, 22, 24, 26, 28 à Ixelles[4]